# Sceau de Los Angeles

Sceau de la ville de Los Angeles.

Le sceau de Los Angeles, en Californie. Le bouclier est encerclé par le nom légal de la ville (Ville de Los Angeles) et sa date de fondation (1781). Il a été adopté le 27 mars 1905, par l'ordonnance 10,834

## Symboles
Autour du cercle marron, il y a des raisins, des olives et des oranges pour la simple raison, que ses trois produits font partie de l'agriculture principale de la Californie.
Au centre de ce cercle, il y a la présente d'un bouclier divisé en 4 parties :
- En haut à gauche : Il s'agit du sceau des États-Unis.
- En haut à droite : Il s'agit du drapeau californien de 1846.
- En bas à gauche : Il s'agit des armoiries du Mexique (1823-1864) où l'aigle symbolise la domination mexicaine de 1822 à 1846.
- En bas à droite : Il s'agit des armoiries d'Espagne de Castille et León (1785-1873) qui symbolise la domination espagnole de 1542 à 1821.